# Масанига (Сондрио)
Масанига је насеље у Италији у округу Сондрио, региону Ломбардија.
Према процени из 2011. у насељу је живело 9 становника. Насеље се налази на надморској висини од 1348 м.